# Moshe Castel
Moshe Castel (em hebraico, משה קסטל, Jerusalém, 1909-Tel Aviv, 1991) foi um pintor israelense. 
Nascido em uma família sefardita, estudou na Academia de Arte Besaliel, a Academia Julian e a École du Louvre de Paris, cidade onde viveu por 15 anos.
Moshe Castel estudou com Isaac Frenkel Frenel, pintor da École de Paris.
Seus murais são em edifícios emblemáticos de Israel: Binyanei Ha'umá (1958), a Knesset (1966), a residência dos presidentes de Israel (1970). 